# 生命40億年はるかな旅
『生命, 40億年はるかな旅』（せいめい, 40おくねんはるかなたび）は、1994年から1995年にかけて『NHKスペシャル』枠で放送されたドキュメンタリー番組。生命の進化の道筋をたどり、また今後の人類へのメッセージを綴るシリーズである。全10集。
キャスターは宇宙飛行士の毛利衛。ナレーションは石澤典夫と上田早苗、作曲は大島ミチルが担当した。

## 内容
放送時間は各回54分で、最終回のみ74分であった。
第1集 海からの創世
放送日 - 1994年4月24日
生命誕生から細胞誕生までの道筋を探る。有毒な酸素を生命活動に役立てるようになった過程が語られる。
第2集 進化の不思議な大爆発
放送日 - 1994年5月29日
ハリー・B・ウィッチントンらの研究を参考にカンブリア紀の爆発的な進化を解説する。アノマロカリスの動きをロボットで検証する様子が放送された。
第3集 魚たちの上陸作戦
放送日 - 1994年6月26日
最古の魚から、海に生息していた魚類が川を介して上陸するまでの道筋をたどる。
本作ではアランダスピスが最古の魚類として扱われているが、後により古い魚類の化石が発見され、2012年に放送された『カンブリアン ウォーズ』ではミロクンミンギアが最古の魚類として扱われている。
第4集 花に追われた恐竜
放送日 - 1994年7月31日
恐竜絶滅の謎を植物の進化に注目して検証する。
被子植物の誕生が恐竜絶滅の原因の新しい仮説として取り上げられたが、この内容は『科学朝日』で批判され話題を呼んだ。
第5集 大空への挑戦者
放送日 - 1994年9月25日
ドイツで産出した始祖鳥の化石を題材に、鳥類の誕生と進化について解説する。
当時鳥類の起源の候補とされていた恐竜説と小型爬虫類説を対等に扱っていたが、鳥類の起源の証拠たる羽毛の痕跡が記録されている羽毛恐竜の化石が放送後に中華人民共和国で発見された。
第6集 奇跡のシステム"性"
放送日 - 1994年10月30日
″性″のシステムの確立と、生命の進化と性のかかわりについて説明する。
第7集 昆虫たちの情報戦略
放送日 - 1994年11月27日
昆虫の情報伝達とその進化について。
第8集 ヒトがサルと別れた日
放送日 - 1995年1月29日
人類の誕生のきっかけと進化の道筋を検証する。環境の変化で森林を失った類人猿が草原へ進出したことが語られる。
第9集 ヒトは何処へいくのか
放送日 - 1995年2月26日
人類が麦を発見して農耕を始めるきっかけを語り、文明社会を築き上げた人類は地球においてどのような存在かを解説する。火星の植民計画の必要性についても言及している。
最終回 地球と共に歩んで
放送日 - 1995年3月19日
第1〜9集の総まとめ。加えてペルム紀の大量絶滅について取り上げている。

## 製作
製作は1992年に開始された。アノマロカリスをはじめ、実写とCGを組み合わせた製作がなされている。CGは修正や変更が加えやすいことと生物をリアルな映像を製作できることを理由に採用され、実写は土や水といった背景をCGで細かく再現することが困難であったことから採用された。例えば、ミニチュアセットでの海中のマリンスノーの再現には高野豆腐の粉が用いられた。このようにCGと実写を組み合わせた古生物番組は本作が最初であった。
また本作以降にも『地球大進化〜46億年・人類への旅』（2004年）や『生命大躍進』（2015年）といった生物史・地球史を題材とした『NHKスペシャル』のシリーズは複数製作されているが、10集以上からなるシリーズは本作以降製作されていない。

### スタッフ
- 音楽：大島ミチル
- ナレーター：石沢典夫、上田早苗
- テーマ曲演奏：NHK交響楽団
- 制作：須磨章、日向英実、高柳雄一（1-3）、小平信行（4-10）
- 特撮担当：冨永慎一、水島秀明
- 国際制作：韓国放送公社（KBS）、ディスカバリー・プロダクションズ（米国）、テレイマージュ／ITI（フランス）
- 制作・著作：NHK
- 共同制作：NHKクリエイティブ

### サウンドトラック
1994年6月、11月、1995年2月に合計3本のサウンドトラックが発売されている。
| #   | タイトル                              | 作詞 | 作曲・編曲 | 演奏者                                    | 時間 |
| --- | ------------------------------------- | ---- | ---------- | ----------------------------------------- | ---- |
| 1.  | 「Planet of Life(Overture)」          |      |            | NHK交響楽団                               | 1:15 |
| 2.  | 「The Ancient Oceans 〜約束の地へ〜」 |      |            | NHK交響楽団                               | 4:32 |
| 3.  | 「細胞都市」                          |      |            | 大島ミチル・矢口博康・渡辺等              | 4:46 |
| 4.  | 「千の道」                            |      |            | 大島ミチル・古川昌義・数原晋・篠崎Section | 4:12 |
| 5.  | 「花同盟」                            |      |            | 大島ミチル                                | 1:56 |
| 6.  | 「Planet of Life〜未知への贈り物〜」  |      |            | NHK交響楽団                               | 2:54 |
| 7.  | 「Mother Earth〜天の砂漠〜」          |      |            | 大島ミチル・渡辺等・篠崎正嗣              | 4:21 |
| 8.  | 「夢の跡」                            |      |            | 大島ミチル・古川昌義・バカボン鈴木        | 5:32 |
| 9.  | 「七つの時間」                        |      |            | 大島ミチル                                | 2:43 |
| 10. | 「Eruption 〜Two Lives〜」            |      |            | NHK交響楽団                               | 5:29 |
| 11. | 「遥かなる朝」                        |      |            | 須川展也・篠崎Section・山川恵子           | 3:34 |
| 12. | 「Planet of Life (Piano Solo)」       |      |            | 大島ミチル                                | 2:23 |

| #   | タイトル                 | 作詞 | 作曲・編曲 | 演奏者                                                              | 時間 |
| --- | ------------------------ | ---- | ---------- | ------------------------------------------------------------------- | ---- |
| 1.  | 「Planet of Life」       |      |            | NHK交響楽団                                                         | 2:21 |
| 2.  | 「A Bold Challenge」     |      |            | NHK交響楽団                                                         | 5:36 |
| 3.  | 「Genesis」              |      |            | 藤田乙比古・川島和子・大島ミチル 篠崎正嗣・梯郁夫・大木理沙・杉江秀 | 3:44 |
| 4.  | 「涙」                   |      |            | NHK交響楽団                                                         | 4:47 |
| 5.  | 「Planet of Life」       |      |            | 大島ミチル                                                          | 2:42 |
| 6.  | 「藍色の匂い」           |      |            | ぶんけかな・大島ミチル・溝口肇・朝川朋之・旭孝                      | 4:35 |
| 7.  | 「The Great Experiment」 |      |            | NHK交響楽団                                                         | 5:42 |
| 8.  | 「The Game」             |      |            | 大島ミチル                                                          | 2:26 |
| 9.  | 「海の声」               |      |            | 平原智・金城寛文・高野正幹 石兼武美・美野春樹・篠崎正嗣             | 5:01 |
| 10. | 「Palnet of Life」       |      |            | 鈴木精華・大島ミチル                                                | 3:01 |

| #   | タイトル                                      | 作詞 | 作曲・編曲 |
| --- | --------------------------------------------- | ---- | ---------- |
| 1.  | 「Planet of Life(Cello Solo Version)」        |      |            |
| 2.  | 「地球序曲」                                  |      |            |
| 3.  | 「太古の湖」                                  |      |            |
| 4.  | 「Sparkle」                                   |      |            |
| 5.  | 「不思議な訪問者達」                          |      |            |
| 6.  | 「1 5/4」                                     |      |            |
| 7.  | 「奇跡の地図」                                |      |            |
| 8.  | 「Planet of Life(Strings Version)」           |      |            |
| 9.  | 「Destruction」                               |      |            |
| 10. | 「陽の時刻」                                  |      |            |
| 11. | 「闇に咲く花」                                |      |            |
| 12. | 「Planet of Life(Voice of Children Version)」 |      |            |

## ジュニアスペシャル版
本作は小中学生向けに再構成されたものが『NHKジュニアスペシャル』枠にて放送されている。1998年版と2003年版があり、専門家として両シリーズに出演した濱田隆士は本作と『地球大紀行』のNHKジュニアスペシャル版で知名度を高めたとされる。

### 1998年版
『地球大紀行』のジュニアスペシャル版に続いて1998年に2学期分として8回分放送され、2004年まで複数回再放送された。上原さくらと濱田隆士がレギュラー出演した。東京都市大学の萩谷宏のウェブサイト上には1998年版の補足資料と製作の様子が公開されている。
| 第1回 海からの創世 初放送 - 1998年8月29日 第2回 進化の不思議な大爆発 初放送 - 1998年9月19日 第3回 魚たちの上陸作戦 初放送 - 1998年10月3日 第4回 大空への挑戦 初放送 - 1998年10月17日 | 第5回 昆虫たちの情報戦略 初放送 - 1998年10月31日 第6回 ヒトがサルと別れた日 初放送 - 1998年11月14日 第7回 奇跡のシステム＂性＂ 初放送 - 1998年11月28日 第8回 地球と共に歩んで 初放送 - 1998年12月12日 |

### 2003年版
2003年の夏から年末ごろにかけて別バージョンも放送された。こちらには中澤裕子、関口健、飯島康太郎、渕井亮太がレギュラー出演し、竹中直人も声を担当した。全7回。
| 第1回 それは小さな生命から始まった 初放送 - 2003年8月23日 解説者 - 山岸明彦 第2回 6億年前のぼくたちの小さな先祖を探せ! 初放送 - 2003年8月30日 ゲスト - 稲川実花 解説者 - 濱田隆士 第3回 魚たちの上陸作戦 初放送 - 2003年9月6日 ゲスト - 吉井希枝 解説者 - 上野輝弥 | 第4回 大空への挑戦 初放送 - 2003年9月13日 ゲスト - 稲川実花 解説者 - 濱田隆士 第5回 小さな天才生命・昆虫の秘密を探れ! 初放送 - 2003年9月20日 ゲスト - 吉井希枝 解説者 - 濱田隆士 第6回 サルからヒトへ 初放送 - 2003年9月27日 ゲスト - 稲川美花 第7回 人類の未来 初放送 - 2003年10月4日 ゲスト - 吉井希枝 |

## 書籍版
1994年から日本放送出版協会より『NHKサイエンススペシャル』のシリーズとして本作の書籍版が出版されている。全5巻。
- 第1巻「海からの創世」（1994年5月、ISBN 4140801719）
- 第2巻「進化の不思議な大爆発/魚たちの上陸作戦)」（1994年6月、ISBN 4140801727）
- 第3巻「花に追われた恐竜/大空への挑戦者」（1994年9月、ISBN 4140801735）
- 第4巻「奇跡のシステム"性"/昆虫たちの情報戦略」（1994年11月、ISBN 	4140801743）
- 第5巻「ヒトがサルと別れた日/ヒトは何処へいくのか」（1995年3月、ISBN 4140801751）

## 漫画版
1994年〜1995年にNHK出版から漫画版全5巻が発売された。作画・本庄敬。本番組の制作スタッフや毛利が実名で登場し、スタッフの取材活動や制作風景が描かれたストーリーとなっている（但し性格や言動がギャグ風にデフォルメされており、3巻ではそれがネタになっている）。また、これ以前の『地球大紀行』の漫画版から引き続き、360度フルスクリーンで様々なバーチャル映像（リアルタイムでの同時取材報告も可能）を写せるスタジオが主な舞台になっている。
監修は中村桂子が担当。

### 登場人物
以下に書かれている登場人物は実在する人物だが、性格・趣味はあくまで漫画でのものであり、実際の性格とは異なる。スタッフ陣は基本的にNHKまたはNHKクリエイティブ→NHKエンタープライズ21の社員。
日向英実
チーフプロデューサー（制作統括）の一人であり、しっかりしたまとめ役的人物。常時背広姿である。2015年にNHK交響楽団理事長を退任。
須磨章
チーフプロデューサーの一人。他の面々より老けて描かれている。勢いで迂闊なことを言ってしまうこと等があるが、基本的にまじめな人間である（3巻では漫画版を読んで自分のギャグキャラ化や老けた容姿に憤慨していた）。
高柳雄一
チーフプロデューサーの一人（前半部分のみ）。他の2人に比べあまり目立たない。2021年現在は多摩六都科学館館長を務めている。またNHKジュニアスペシャルにも出演。
小平信行
チーフプロデューサーの一人（後半部分のみ）。
谷田部雅嗣
チーフディレクター。『魚たちの上陸作戦』などで取材を担当。太めでやや頼りないが、最終巻のラストではチーフプロデューサー陣3人・毛利とともに生命の今後について考えていた。2011年現在はNHK解説委員。またNHKジュニアスペシャルにも『やったべえ』というキャラで登場していた。
新山賢治
ディレクター。『海からの創世』・『進化の不思議な大爆発』（1巻）では熱血青年として登場したが、『昆虫たちの情報戦略』（4巻）以降では中肉中背で眼鏡の男性になった（熱血青年の新山は1巻にしか登場せず、4巻で登場したとき眼鏡の新山は今までの企画を振り返り自分たちは何をするかと思考していた）。2011年現在はNHK理事を務めている。
藤澤司
ディレクター。『海からの創世』などで取材を担当。まともなキャラだが、『ヒトがサルと別れた日』では取材先でワインを飲み酔っぱらって陽気になった状態でスタジオに向かってレポートしていた。
田中文弥
ディレクター。『花に追われた恐竜』などで取材を担当。ピアノ演奏が趣味で落ち込むと子供用ピアノを出し演奏を始めるという癖がある。
阿部真人
ディレクター。『大空への挑戦者』（3巻）で取材を担当。絵が趣味で制作開始時に須磨が発した『われわれはどこから来たのか われわれは何者か われわれはどこへ行くのか』の由来をすぐに理解した。
久保安夫
ディレクター。『奇跡のシステム"性"』で取材を担当。
諏訪雄一
ディレクター。『奇跡のシステム"性"』で取材を担当。他のディレクター陣と違いこの回しか登場しないが、後に『地球大進化〜46億年・人類への旅（制作スタッフの一人だった）』の漫画版に登場した。
毛利衛
この番組の出演者。主に導入時のナビゲートを担当している。

### 刊行情報
- 第1巻：「海からの創世/進化の不思議な大爆発」（1994年11月、ISBN 4092262019）
- 第2巻：「魚たちの上陸作戦/花に追われた恐竜」（1995年2月、ISBN 4092262027）
- 第3巻：「大空への挑戦者」（1995年5月、ISBN 4092262035）
- 第4巻：「奇跡のシステム"性"/昆虫たちの情報戦略」（1995年8月、ISBN 4092262043）
- 第5巻：「ヒトがサルと別れた日/ヒトは何処へいくのか」（1995年11月、ISBN 4092262051）